# Kering
Kering SA (do maja 2005 r. Pinault-Printemps-Redoute, od maja 2005 r. do czerwca 2013 r. PR S.A.) – francuski holding, skupiający producentów produktów markowych. Spółka wchodzi w skład indeksu CAC 40, a jej siedzibą jest Paryż. Szefem spółki jest François-Henri Pinault.

## Podział grupy
- Grupa Gucci – trzeci pod względem wielkości gracz na rynku produktów markowych z takimi markami jak: Gucci, Yves Saint Laurent, Sergio Rossi, Boucheron(inne języki), Bottega Veneta(inne języki), Bédat & Co(inne języki), Alexander McQueen, Stella McCartney, Balenciaga

- Redcats – trzecia pod względem wielkości na świecie firma w sprzedaży wysyłkowej. Domy wysyłkowe: La Redoute, Ellos, Empire (firma), Brylane, Cyrillus, Vertbaudet, Somewhere, Daxon, Edmée, Celaia, La Maison de Valérie, Josefssons

- FNAC(inne języki) – sieć sklepów z płytami, książkami, elektroniką itp. we Francji, Belgii, Hiszpanii, Portugalii i Brazylii

- Conforama – hipermarkety z wyposażeniem domów i elektroniką

Grupa posiada około 60% akcji spółki Puma AG, notowanej na giełdzie frankfurckiej.
Wcześniejsze aktywa, które spółka sprzedała:
- Centra handlowe Printemps we Francji